# Vrtovi Kraljeve palače, Aranjuez
Vrtovi Kraljeve palače v Aranjuezu so številne gozdne in urejene parkovne površine,  okrašene s številnimi vodnjaki in kipi, in se nahajajo ob reki Tajo in kraljevi palači Aranjuez, Španija. So v upravljanju Patrimonio Nacional španske monarhije in tudi na seznamu svetovne dediščine pod skupnim imenom Aranjuez Cultural Landscape (špan.: Paisaje cultural de Aranjuez) vključno s palačo, od leta 2001. 
Vrtovi so štirje: Parter (Jardín del Parterre), otok (Jardín de la Isla), prinčev vrt (Jardín del Príncipe) in vrt Izabele II. (Jardín de Isabel II.)

## Jardín del Parterre
Vzhodno od kraljeve palače se razprostira Parter, vrt, ki ga je  dal urediti Filip V., pod vodstvom francoskega vrtnarja Estebana Boutelou I., med letoma 1727 in 1746. Na severni strani ga omejuje reka Tajo, na vzhodu in jugu, preko mosta Puente Barcas do Palače, ki je obdana s kamnitim jarkom in železno ograjo z vazami s cvetjem na podstavkih, ustvarjena leta 1762 po naročilu Karla III. Glavni vhod na vrt poteka preko dveh kamnitih kontrolnih točk.
Poleg številnih rož in dreves vseh vrst so v vrtu tri fontane: Herakleja in Anteja, Ceres (nahaja se nad prinčevim vrtom) in Nereidas.
Fontana Herakleja in Anteja
Fontana Herakleja in Anteja ( Fontana de Hércules y Anteo) je najbolj spektakularna na vrtu. Izdelala sta jo arhitekt Isidro González Velazquez in kipar Adam Juan po naročilu  Ferdinanda VII. leta 1827. Prvotna lokacija je bila predvidena na zadnjem delu Casa del Labrador, v prinčevem vrtu, a na koncu obstala v parterju. Na osrednjem stebru sta kipa Herakleja, ki s svojimi močnimi rokami dviga Anteja. Na dnu stebra je niša, ki prikazuje Herakleja otroka, ki se bori s kačo, kakor tudi pitona. Obstajajo tudi številne trofeje, kot dokaz, kakšna je moč mitološkega junaka v njegovih dvanajstih delih: jelen, bik, lev in več kač.
Na koncih fontane, ki je ovalna, sta dva stebra z besedami Avila y Calpe, kot tudi legende Non plus ultra. Nazadnje rob ribnika krasi več vaz za rože, izdelane iz svinca in poslikane z obarvanim marmorjem. Ta fontana je zgrajena na prejšnji Fontana del Tajo, kjer je reko zastopal starec, ki je sedel na snopu trnja in držal kačo.

### Vrt s kipi
Na zahodnem koncu parterja, na majhnem kvadratnem trgu na južni strani kraljeve palače, je Vrt kipov (Jardín de las Estatuas), s 14 marmornatimi rimskimi cesarji, španskimi kralji in antičnimi liki, umeščenimi v niše v steni. Imenovan tudi vrt kralja (Jardín del Rey) Filipa II., ki ga je dal urediti. Ta vrt je zaprt vrt, priložen na južni strani palače zraven stolpa z uro, po italijanskem renesančnem vzoru skrivnostni in zasebni vrt. Zasnoval ga je Juan Bautista de Toledo in izdelal Juan de Herrera (1577). Na vrt se vidi z balkonov palače in je sestavljen iz poti, ki jih omejuje pušpan, cvetje in nizka vegetacija. V centru se nahaja fontana in kip kralja v naravni velikosti v oklepu. Medaljona Karla I. in Izabele Portugalske, ki sta nekoč obdajala kip svojega sina, sta bila prenesena v muzej Prado leta 1869, kjer sta še sedaj. Kipi so iz časa Filipa IV.

## Jardín de la Isla
Ta vrt je s treh strani obdan z reko Tajo ter južno s kanalom, in se nahaja severno od kraljeve palače.
Sega v čas reda Santiago, ki so med letoma 1387 in 1409 zgradili palačo, predhodnico sedanje palače. Od takrat so kanal ali reko Tajo izkoriščali in zgradili številne mline. Ko je leta 1487 Ferdinand postal veliki mojster reda, je kraljici Izabeli katoliški na otoku postavil vrt tedaj imenovan  Jardín de la Reina. Kasneje sta Karel I. in Filip II. odločila, da je območje v naravnem okolju in ni primerno za vrt.
Dostopen je iz parterja preko jezu, z mostom v obliki rampe in stopniščem iz leta 1744, ki ga obdaja šest kipov na podstavkih. Na vsaki strani vrat jezu, voda pada v obliki slapov.

### Fontane
Poleg številnih rož in listnatega drevja ima ta vrt tudi številne fontane in kipe, pa tudi več peči in rastlinjakov. Glavne fontane so Boticaria, Hereklej in Hidra, Apolon, ura, Otrok v kostjo,  Venera, Diana, Bakhus in Neptun.
Fontana de la Boticaria
Ob vstopu na vrt preko rampe mostu stoji fontana Boticaria, z okroglo vazo, s kipi otrok s školjkami in kamni. V ozadju je omamen prehod, ki se imenuje Salon katoliških kraljev ( Salón de los Reyes Católicos), sprehod dolg več kot 300 m, zasajen z bananami poleg visokega jezu, os katerega ga loči železna ograja s podstavki in vazami, kot v parterju.
Fontana Herakleja in Hidre
Fontana Herakleja in Hidre (Fontana de Hércules e Hidra) je samo čez reko nekaj korakov navzdol, na podstavku in osmerokotni osnovi iz črnega jaspisa, z veliko skodelo in podstavkom, na katerem je kip Herakleja, ki ubija Hidro. Okoli železne ograje je osem podstavkov z več figurami iz marmorja. Ta vodnjak je za Filipa IV. zasnoval Jose Villarreal in zgradil Bartolome Zumbigo in nadomešča prejšnji vodnjak, posvečen Diani iz časa Filipa II. Kipi so na podstavkih, so obstajali okoli vodnjaka in jih je kupil Filip V., so se prvotno nahajali v vrtovih La Granja. Potem so stali na stebrih pri glavnem vhodu na prinčev vrt in končno dani v muzeju Prado v Madridu.
Apolonova fontana
Apolonova fontana (ali Triptólemos) iz šestnajstega stoletja, se nahaja za Herklejem, z bazo, in osmerokotno marmorno podlago, na sredini je skodela z likom Apolona z zmajem. V ograji so različni reliefi, v vsakem kotu je satir. Trg, na katerem je ta fontana se je prej imenoval Puerta del Sol de Aranjuez, ki se nanaša na to, kako je zasedeno mesto, po analogiji s trgom z istim imenom v Madridu.
Fontana ura
Naslednja je Fontana del Reloj, znan tudi kot ura ali prstan (de las Horas o del Anillo), ki se nahaja na kvadratnem trgu, ki ga obdaja šest kamnitih klopi. Ko deluje, senca curka vode označuje uro, kot če bi bila ura na robovih fontane.
Fontana Otrok s kostjo
Sledi fontana Otrok s kostjo, znan tudi kot del Espinario ali de las Arpías, ki jo je ukazal zgraditi Filip III.. Ima kvadratno jaspis kamnito ograjo s korintskim stebrom na vsakem vogalu. V središču je podstavek s skodelo, na kateri stoji mlad otrok, ki si odstranjuje trn v levem stopalu. Na vsakem vogalu fontane je steber, na vrhu katerega je pasja figura, ki odbija vodo v središče izvora.
Prej tem, je bil na vsakem vogalu trga paviljon, s tremi klopmi in štirimi jonskimi stebri iz 1783, in ki so jih razstavili leta 1867, ko se je eden poškodoval zaradi padajočega drevesa.
Venerina fontana
Znana tudi kot Don Juan de Asturia, saj so verjeli, da je bil kamen, ki je vgrajen, iz bitke pri Lepantu. Nahaja se v središču osmerokotnega trga, sestavljena iz velike skodele s balustrado in drugo skodelo, kjer je lik  Venere v bronu, kako si suši lase z rokami. V Španijo je bil poslan iz Firenc leta 1571
 Bakhusova fontana
Nadaljnja na vrtu je Bakhusova fontana na heksagonalnem trgu s kamnitimi klopmi v središču krožnega ribnika. Na sredini je velik sod na podstavku, na katerem sedi bog Bakhus, okronan z grozdi in sedi na sodu z majhno pipa in ponija kozarec vina s svojo desno roko. Ta vodnjak je podaril Filip III. Španski, ki mu ga je dal veliki vojvoda iz Firenc in ga je oblikoval v marmorju Giambologna. Sprva je bil tukaj vodnjak imenovan Samson s filistejci (Sansón con el filisteo), a ga je dal Filip IV. Španski Karlu I. Angleškemu leta 1623 in je sedaj v muzeju Victoria in Albert v Londonu. Nazadnje je leta 1656 kip Bakhusa naredil James Jonghelinck, flamski manierist.
Neptunova fontana
Neptunov vodnjak, delo Italijana Alessandra Algardija, je najbolj oddaljen od vhoda v vrt. Predstavlja boga Neptuna, ki drži trizob z desno roko,vse je na vozu v obliki lupine z vpreženima morskima konjičkoma. Okoli so štirje podstavki, na dveh sta boginji Cibeles in Ceres, vsaka s krono na vozu, ki ga z levi in otroki. Na tretjem podstavku je Juno, na četrtem je Jupiter s tremi Titani. Na osrednjem podstavku je zapis:  El Rey N.S. Don Felipe III mandó hacer esta Fontana, siendo gobernador D. Francisco Brizuela, año de MDCXXI.

### Emparrado
V severovzhodnem kotu vrta, je vrt  Emparrado , območje zaprto za javnost. Včasih so tukaj rastle jagode, beluši in druge vrtnine za dobavo palači.

## Jardín del Príncipe
Ta vrt, ki se nahaja med reko Tajo in Calle de la Reina, je največji od vseh v Aranjuezu, z obodom 7 km in obsega površino 150 hektarjev, od tega le okoli polovica namenjena obiskovalcem. V severnem delu ob reki je zaščiten s kamnitim nasipom imenovanim Malecón de Solera, medtem ko je na južni strani omejen z dolgo ograjo na kamnitem podstavku s kovinskim polnilom in opečnimi stebri, bogato okrašenimi z umetniškimi kamni. Vrt je sestavljen iz različnih drevesnih vrst, kot so banana, cipresa, pecan oreh, bor, kostanj, lipa, jesen, hrast, kava, magnolija, javor, gaber, itd.
Majhen vrt je naročil Ferdinand VI. na območju ob reki leta 1763. Projekt je izdelal Pablo Boutelou (vnuk Estebana Boutelou I.) . Ta ga je do 3. oktobra 1772 poslal v potrditev bodočemu princu Asturije, Karlu IV.. Delo je bilo končano leta 1804.
Glavni vhod v vrt  se nahaja na Calle de la Reina, tik za Palacio de Godoy. Železna vrata je zasnoval Juan de Villanueva, z dvema kamnitima obokoma, s štirimi pilastri okronanimi z jonskimi kapiteli in dvema stebroma z jonskimi kapiteli z dodatno nadgradnjo in okrašena s kamnito vazo s cvetjem. Včasih sta bila okrašena s kipi Palas in Pomona, kasneje v vodnjaku Herakleja in Hidre, zdaj v muzeju Prado.
Pomol
Utrjen pomol, ki ga je naročil Karel IV., se je uporabljal v času bivanja kraljev v Aranjuezu, ko so organizirali sprehode po reki Tajo na krovu barke. Ti čolni so še vedno ohranjeni v Museo de Falúas Reales o Casa de Marinos, ki se nahaja v bližini. Na tem območju najdemo tudi kamnit grad, nedokončano gradnjo, ki je bila uporabljena kot drvarnica. V njem je sedaj restavracija.

### Fontane
V predelu imenovanem Anglochina,se nahajata fontani Narcisa in Laboda.
Narcisova fontana
Prva, ki jo je zasnoval Joaquín Dumandre prikazuje lepega Narcisa s svojim psom, kako se gleda v vodi, skodeli ki sedi na vrhu stebra. Skledo držijo štirje čvrst Herakleji. Močno poškodovana v vojni za špansko samostojnost, je bila obnovljena leta 1827po modelu Isidro González Velázqueza.
Labodova fontana
Labodova fontana (Fontana de los Cisnes) je tudi delo Joaquína Dumandreja, navdihnjena po kraljevi palači La Granja. Predstavlja skalo z dvema  marmornima likoma otrok, ki se stiskata k labodu. Poškodovana je bila v vojni za špansko neodvisnosti. Ohranil se je bazen in osrednja skala, v letu 2009 pa je bila izvedena obnova otrok in laboda.
Apolonova fontana
Sledi Apolonova fontana iz kararskega marmorja in prikazuje boga lepote na vrhu piedestala. Naročil jo je Karel IV. in ni bila zaključena v do vladanja njegovega sina Ferdinanda VII.. Zasnoval jo je Isidro González Velázquez. Zadaj, v polkrogu šest stebrov kronanih z racami kot spremstvo, na obeh straneh sta dva kvadratna slopa z odprtino in posodo na vrhu. Kip Apolona je kupil Filip V. in se je nahajal v La Granja. Karel IV. ga je poslal v Aranjuez. Zdaj je ta kip v prinčevem vrtu reprodukcija, saj je bil prvotni vrnjen leta 2000 v La Granjo.

### Kitajski ribnik
Kitajski ribnik je umetno jezero obdano z majhno ograjo, tremi otoki, eden kot paviljon ali kiosk v grškem slogu, drug kitajski tip in egiptovski granitni mavzolej. Grški je delo Juan de Villanueva, s serijo osmih jonskih stebrov, ki imajo streho, iz poslikanega marmorja. Med vsakim stebrom je bilo nekaj egiptovskih vaz, ki zdaj manjkajo. Prvotni kitajski tempelj je bil hudo poškodovana v vojni za špansko neodvisnost, Ferdinand VII. ga je obnovil.

### Montaña Rusa
V bližini je bila zgrajena umetna gora, ki se imenuje Montaña Rusa, čeprav je njeno pravo ime Montaña Suiza, okronana z lesenim templjem, iz katerega je čudovit pogled na vrt.

### Casa del Labrador
Na vzhodnem koncu je Casa del Labrador, stavba Karla IV., ki jo je zgradil za bogato zbirko kipov in ur.
V tem vrtu živijo na svobodi fazani in pavi, veverice in druge živali.

## Jardín de Isabel II.
To je zadnji vrt zgrajen v Aranjuezu v devetnajstem stoletju, ko je bila Izabela II. Španska še otrok. Ta kvadraten vrt v bližini Plaza de San Antonio in Paseo del Brillante, je bil zgrajen na območju, ki je prej služilo kot gnojišče, parkirišče voz in za govedo.
Prva drevesa so posadili leta 1830, štiri leta kasneje je bil postavljen v centru vrtna marmorni podstavek z bronastim kipom kraljice otroka. Po vsem vrtu je osem kamniti klopi in osem vaz s cvetjem.

## Vegetacija
Zaradi nenehne skrbi in zaščito vrtov, imajo široko paleto rastlinskih vrst, tudi najstarejše v brezhibnem stanju. Zato predstavljajo dodano vrednost pomembnosti kraljevemu vrtu.
Te vrste so med drugimi: alepski bor, Pinija, magnolija, ciprese, Navadna jagodičnica ali platana. Med slednjimi je nad vsemi drugimi primer imenovan Plátano de la Trinidad, stara 220 let in visoka 56 metrov in je najvišje drevo v Skupnosti Madrid. 

## sklici
1. ↑  »arhivska kopija«. Arhivirano iz prvotnega spletišča dne 27. februarja 2015. Pridobljeno 27. februarja 2015.
2. ↑  El original del plano del jardín de Pablo Boutelou se conserva en la Biblioteca Nacional de Madrid.  Ver también:  R. Guerra de la Vega (1986). Juan de Villanueva, arquitecto del Príncipe de Asturias. Jardines y casas de recreo en Aranjuez, El Escorial y El Pardo
3. ↑  http://arbolessingularesmadrid.blogspot.com.es/2010/06/platano-de-la-trinidad.html